# Et la neige n'était plus...
Pour plus de détails, voir Fiche technique et Distribution.
Et la neige n'était plus... est un film sénégalais, court métrage en noir et blanc d'Ababacar Samb Makharam sorti en 1966.
Le film suit un jeune boursier sénégalais qui revient de ses études en France. A l'aide d'une voix-off et d'images en noir et blanc sur Dakar, sa famille, ses amis et ses dérives, le réalisateur lui demande avec franchise, courage et humour quels choix il fera, à nouveau au contact des réalités de son pays, posant ainsi la question à toute la jeunesse africaine.

## Synopsis
Un jeune Sénégalais en costume cravate descend d'avion sur une musique symphonique : son cousin l'attend en taxi et l'amène dans sa famille. La voix off qui rythmera tout le film l'interpelle : « Te revoilà dans ton pays après des années d'absence. Pourquoi cette inquiétude ? » Les rues de Dakar défilent sur une musique africaine. Les femmes de la maison se précipitent pour l'accueillir. « Sais-tu maintenant où est ton nécessaire et ton superflu ? », demande la voix off. L'étudiant a laissé ses bagages à l'hôtel. Il semble mal à l'aise dans la famille, accroche son veston à un arbre pour partager le plat de riz. Sa cousine lui donne une cuillère alors que tous mangent avec les mains. « Craignait-elle déjà que tes mains ne puissent plus manger avec eux ? », demande le commentaire. La caméra s'attarde sur sa chaussure en cuir noir dans le sable, son veston qui pend : « Tu dis 'ils' comme si tu n'étais pas un des leurs ». Le cousin se prépare pour la prière : « Croire en quelque chose, n'est-ce pas l'essentiel ? Ne confonds-tu pas progrès matériel et abandon des traditions ? » Son cousin l'accompagne en taxi et le laisse au centre-ville.
Musique de jazz : le jeune rencontre des amis dans un café chic de bord de mer. « Cette Europe que tu côtoie n'est-elle pas une importation, une imitation pour Blancs à peau noire, sans grandeur, ni âme, ni avenir ? » La voix off désigne leur monde comme « frelaté et artificiel », leur façon de « singer la vie des Blancs » par « des plaisirs éphémères et coûteux ». Il côtoie différentes femmes noires. "Et cette violence verbale de toute discussion n'est-elle pas l'expression d'un désarroi intérieur ?"
Il suit une jeune Noire sur une plage : « Certes, elle est belle, désirable, mais croit-elle te garder auprès d'elle avec son manque de simplicité ? » Elle feuillette le magazine Fascination dont la couverture est un couple blanc, et regarde la caméra, assise sur le sable à sourire en bikini. Elle essaye de le déshabiller pour qu'ils aillent se baigner mais il refuse. Elle y va seule et il s'en va alors qu'elle est dans l'eau. Au détour d'une route, il observe une jeune femme qui porte un grand baquet sur la tête. 
Le soir, il va en boîte de nuit. La musique est celle de la boîte. Il boit une bière, regarde les différentes femmes, constatant la variété de leurs perruques. « Eh oui, elles ont les mâles qu'il leur faut », ironise le commentaire. Une statue africaine trône dans un coin : « Et les dieux noirs ne crient plus, vendus aux plaisirs de l'oubli ». Au petit matin, il rentre tandis que la voix off le relance : « Décide-toi, c'est la seule issue ! Installe-toi dans le faux luxe ou retourne en Europe dans le luxe, mais décide-toi ! » La musique se refait africaine et percussionnée. Il marche devant les immeubles modernes du Plateau, prends un taxi avec ses bagages et retourne dans sa famille. « Tu ne bâtiras rien de solide dans l'incertitude et le désarroi ». La voix off le conforte dans son choix : « Tes amis ne comprendront peut-être pas. Qu'importe : tu es un esprit libre ». Elle lui rappelle que sa grand-mère ne voulait pas qu'il aille à l'école des Blancs, craignant qu'il ne soit mangé comme beaucoup d'autres.
Il fait simplement sa toilette au robinet tandis que le commentaire confirme : « Elle avait raison la grand-mère : c'est à partir d'ici que tu retrouveras ton équilibre et le sens de ta vie ». Il se lave le visage puis il accompagne une jeune femme qu'il enlace dans le bois. On entend la jeune femme s'étonner qu'il s'intéresse à elle, lui qui a voyagé et vu tant de monde. Elle marche en souriant. Il évoque la neige et elle lui demande pourquoi il n'y a pas de neige noire. Il lui répond que si elle le veut, il en fabriquera pour elle. La caméra s'éloigne devant le couple sur la route. 

## Fiche technique
- Réalisation : Ababacar Samb Makharam
- Assistant réalisateur : Abdoulaye Yama Diop
- Scénario : Ababacar Samb Makharam, Jacques Janvier
- Musique de kora : Soundioulou Cissoko
- Jazz et batterie : Ben Tall
- Prises de vue : Georges Caristan, assistant : Ibrahima Barro
- Photographe : Jacky Wade
- Son : Marc Leccia
- Montage : André Gaudier
- Mixage : René Rora
- Production : Baobab Films
- Pays de production : {{Sénégal}}
- Langue originale : français
- Durée : 22 minutes

## Distribution
- Thomas Coulibaly : le jeune homme
- N'Deye Diarra : la baigneuse
- Merry Sane : la porteuse d'eau
- Fatoumata Sankon : la vendeuse de cacahuètes
- Modou Sene : le cousin
- et la voix de Toto Bissainthe

## Production
Le film a été produit par Baobab Film, société de production d'Ababacar Samb Makharam, « avec le bienveillant concours du ministère de l'Information du Sénégal » (générique), ainsi que les économies du réalisateur. Il demande au chef opérateur préféré d'Ousmane Sembène, Georges Caristan, de faire l'image. Les acteurs sont non-professionnels.
Ababacar Samb Makharam indique à Pierre Haffner qu'il n'a que 25 000 FCFA pour démarrer le film  et se retrouve avec 3 millions de dettes qu'il lui faut rembourser peu à peu, ce qui lui prend quatre ans avec ses différentes occupations et la vente des droits non-commerciaux du film.

## Accueil
Le film est mal reçu par des étudiants et universitaires sénégalais qui comme Paulin Soumanou Vieyra trouvent que « la conclusion et le message sont imposés au spectateur tout au long du déroulement de l'action », ce qui en fait « un des films les plus discutés du cinéma sénégalais ». Il ajoute qu'il y a dans le film « une critique sociale justifiée, voulue, acerbe de la jeune bourgeoisie sénégalaise », mais trouve difficile de suivre le réalisateur quand il fait revenir son héros vivre en milieu traditionnel après avoir passé des années en Europe. Il note en outre que le commentaire à « l'esprit manichéen » ne parle jamais de décolonisation alors que la cause de l'aliénation culturelle est coloniale.
Le réalisateur se défend d'avoir fait une œuvre autobiographique sur une crise de conscience face aux élites occidentalisées, même s'il est lui aussi revenu au pays après des années en Europe. Il voulait davantage insister sur la fidélité à ses valeurs tout en se positionnant pour le progrès.
Le film est présenté à la Semaine du film africain organisée par la Cinémathèque française du 14 au 22 avril 1967.  Il l'est également dans le cadre du cycle de films sénégalais organisé au Museum of Modern Art de New York en 1978.

## Distinctions
- Grand prix du court métrage au festival du film africain et malgache, Saint Cast, 1966[4].
- Prix du meilleur court métrage au festival mondial des Arts nègres, Dakar, 1966[4].
- Grand prix du président Ould Daddah, Nouakchott, 1966[5].
- Grand Prix du festival du film et d'échanges francophones (FIFEF) de Dinard, 1967[6].

## Analyse
À l'époque du film, les étudiants africains hésitaient à revenir en Afrique où les salaires étaient nettement inférieurs et les commodités de la société de consommation. Comme le signale Paulin Soumanou Vieyra, Ababacar Samb donne sa réponse dans un « film à thèse ». Son héros retrouve la vie traditionnelle qu'il ne comprend plus très bien, mais aussi les intellectuels jouisseurs et les « femmes sophistiquées qui singent l'Occident ». Le Festival mondial des arts nègres l'a honoré « pour son ton et ses qualités de mise en scène ».